# Spirit AeroSystems
Spirit AeroSystems Holdings, Inc. ist ein börsennotierter Hersteller von Flugzeugrümpfen und -rumpfteilen mit Sitz in Wichita, Kansas, Vereinigte Staaten und der größte Zulieferer von Flugzeugrumpfteilen weltweit. Das Unternehmen stellt Rumpfteile für Boeing her, darunter etwa den Rumpf der Boeing 737 und Boeing 787 sowie Cockpitsektionen für fast alle Boeing-Flugzeugtypen. Dabei werden auch Rumpfteile und Vorderflügelholme für den Airbus A350 hergestellt. Die Hauptkonkurrenten sind die Vought Aircraft Division der Triumph Group, Collins Aerospace, Leonardo S.p.A. und Kawasaki Heavy Industries.

## Geschichte

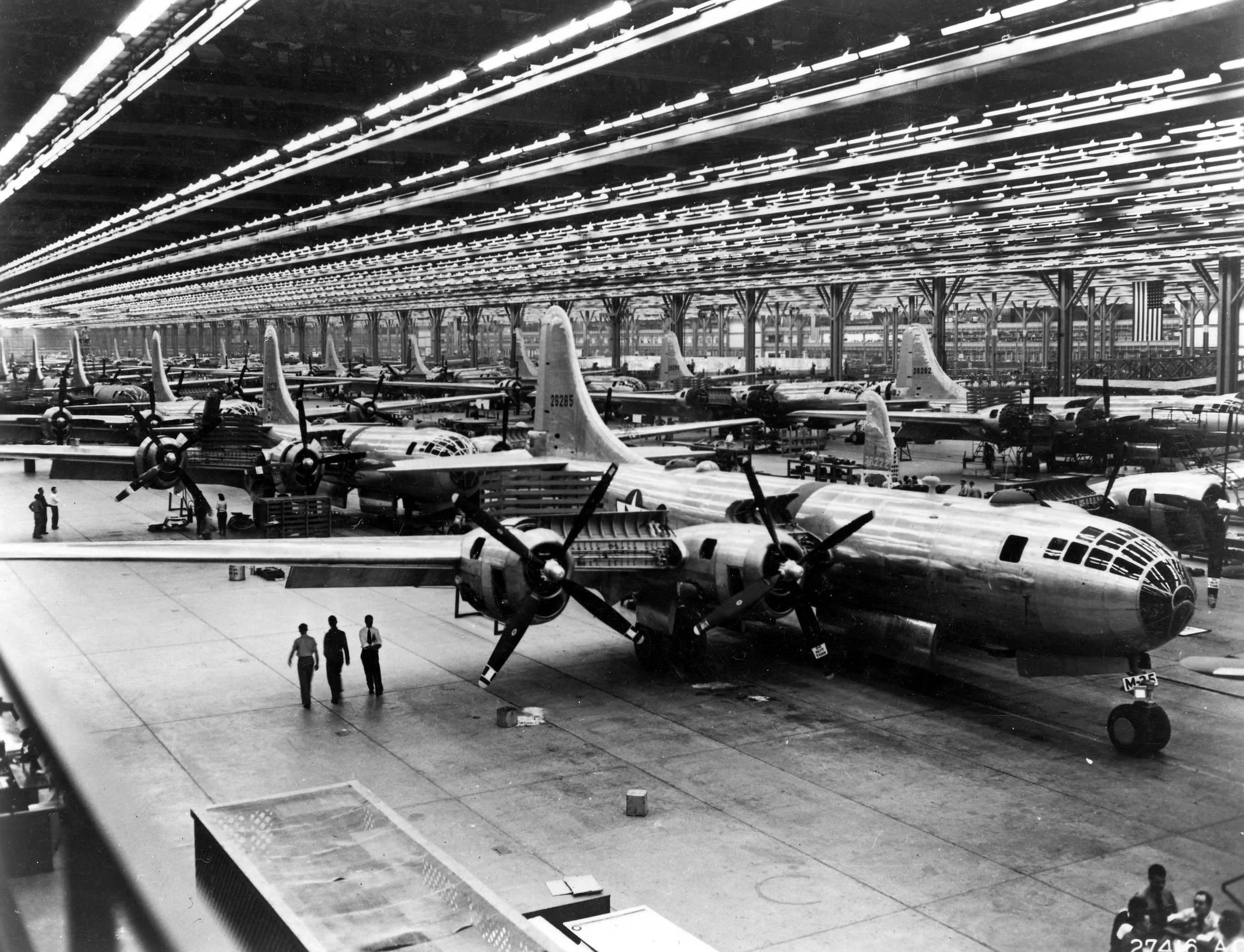
Boeing B-29-Montageband in Wichita (1944)

Spirits Ursprünge in Wichita reichen bis in das Jahr 1927, als Lloyd Stearman die Stearman Aircraft Corporation von Kalifornien nach Kansas verlegte. 1929 wurde diese dann von der United Aircraft and Transport Corporation (UATC), einem Zusammenschluss von Boeing und Pratt & Whitney, übernommen. Nach dem Luftpost-Skandal von 1934 musste die UATC aufgelöst werden. Die Fertigung wurde zunächst als Tochtergesellschaft von Boeing weitergeführt und 1941 als eigene Abteilung in die Boeing Airplane Company integriert. In Wichita wurde in den folgenden Jahren den Bau mehrerer Typen strategischer Bomber verantwortet, wie etwa die B-29 Superfortress, die B-47 Stratojet und die B-52 Stratofortress. Während des Zweiten Weltkriegs wurde im Dezember 1943 der Höchststand von 29.795 Beschäftigten erreicht. Beginnend mit der Variante B-52D wurden von 1957 bis 1963 insgesamt 467 B-52 in Wichita gebaut. Seit Mitte der 1990er Jahre sind die in Wichita gebauten B-52H-Modelle die einzige im aktiven Dienst verbliebene Variante der B-52.
1996 kaufte Boeing den Geschäftsbereich Defense and Space von Rockwell International in Oklahoma mit ehemaligen Standorten von North American Aviation in Tulsa und McAlester. Der Bereich stellte Komponenten für die Boeing 737, die Internationale Raumstation, den Joint Strike Fighter und den Nimrod MRA4 her und integrierte diesen in die Abteilung.
Spirit entstand im Juni 2005, als Boeing Commercial Airplanes sein Werk in Wichita mit weiteren Standorten in Oklahoma an die Investmentfirma Onex Corporation verkaufte.
Am 31. Januar 2006 gab BAE Systems bekannt, dass es seine Flugzeugrumpf-Sparte mit Sitz am Flughafen Glasgow-Prestwick und Flugplatz Samlesbury an Spirit verkauft. Der Bereich von BAE wurde in Spirit AeroSystems (Europe) Ltd. umbenannt und ist wichtiger Zulieferer von Raytheon (5 %), Airbus (80 %) und Boeing (15 %). Die Transaktion wurde am 1. April 2006 abgeschlossen. Spirit zahlte 80 Mio. £ bzw. 162 Mio. $ für das Unternehmen.
2007 wurden Fertigungsstätten in Subang (Malaysia), 2009 in Saint-Nazaire (Frankreich) und 2010 in Kinston (Vereinigte Staaten) eröffnet. Am 31. Oktober 2019 erwarb Spirit von Bombardier Aviation den Bereich Flugzeugkomponenten und Aftermarket-Services in Nordirland (Short Brothers) und Marokko sowie die Wartungs-Einrichtung für Flugzeugkomponenten in Dallas. Die Übernahme wurde im Oktober 2020 abgeschlossen. Durch die Übernahme vergrößert Spirit seinen Anteil an der Airbus-Lieferkette, da im Werk Belfast die Flügel für den Airbus A220 hergestellt werden.

## Reintegration und Teilverkauf
Im März 2024 begann Boeing mit Verhandlungen zur Reintegration von Spirit AeroSystems. Die Gespräche fanden vor dem Hintergrund von Qualitätsproblemen statt. Sowohl Boeing als auch Spirit als Zulieferer stehen unter intensiver Beobachtung durch die Federal Aviation Administration (FAA), nachdem es auf dem Alaska-Airlines-Flug 1282 zu einer unkontrollierten Dekompression kam, weil ein Notausstiegsverschluss aufgrund eines Fehlers in der Produktion herausfiel. In einer Erklärung sagte Boeing:

“We believe that the reintegration of Boeing and Spirit AeroSystems’ manufacturing operations would further strengthen aviation safety, improve quality and serve the interests of our customers, employees, and shareholders.”

„Wir glauben, dass die Wiedereingliederung der Produktionsbetriebe von Boeing und Spirit AeroSystems die Flugsicherheit weiter stärken, die Qualität verbessern und den Interessen unserer Kunden, Mitarbeiter und Aktionäre dienen würde.“

Am 30. Juni 2024 gab Boeing den Kauf von Spirit AeroSystems für 4,7 Milliarden Dollar bekannt. Zudem wurde angekündigt, dass Airbus mehrere Spirit-Werke übernehmen werde und dafür von Spirit eine Kompensation erhalten solle.
Am 28. April 2025 gaben Spirit und Airbus bekannt, eine endgültige Vereinbarung getroffen zu haben. Dabei werden die an der Produktion von Airbus-Flugzeugen beteiligten Industrieanlagen und Standorte an Airbus übertragen. Diese Übertragung soll zeitgleich mit der zuvor angekündigten Übernahme von Spirit durch Boeing abgeschlossen werden. Beide Transaktionen unterliegen behördlichen Genehmigungen und sollen im dritten Quartal 2025 abgeschlossen werden. Airbus wird folgenden Spirit-Einrichtungen oder Anlagen übernehmen:
- Standort Kinston (A350-Rumpfsektionen)
- Standort St. Nazaire (A350-Rumpfsektionen)
- Standort Casablanca (A321- und A220-Komponenten)
- Produktion von A320- und A350-Tragflächen in Prestwick
- Produktion von A220-Pylonen in Wichita
- Produktion von A220-Tragflächen in Belfast.

Werden für die Standorte Subang und Belfast (A220-Mittelsektion) keine Käufer bis zum Abschluss der Transaktion gefunden, so übernimmt Airbus diese. Spirit gab zudem bekannt, mit Airbus eine Vereinbarung unterzeichnet zu haben, bei der Airbus Spirit zinslose Kreditlinien in Höhe von bis zu 200 Millionen US-Dollar zur Unterstützung der Airbus-Programme zur Verfügung stellt.

## Spirit AeroSystems
In den Jahren 2009 und 2010 kamen 96 % des Umsatzes von Spirit von seinen beiden größten Kunden; 85 % entfielen auf Boeing und 11 % auf Airbus. Beim Börsengang von Spirit am 21. November 2006 stiegen die Aktien des Unternehmens am ersten Tag um 10 %. Im November 2006 besaß Onex 58 % der Anteile von Spirit, was zu 92 % der Stimmrechte führte, da ihre Aktien ein „Aufsichtsrecht“ verliehen. Der Hauptverantwortliche des Kaufs von Spirit war Nigel S. Wright, der spätere Stabschef des kanadischen Premierministers Stephen Harper. Im August 2014 verkaufte die Onex-Gruppe ihre verbliebenen Anteile am Unternehmen. Im Verlauf der neunjährigen Investition erzielte die Onex Group einen Gesamterlös von ca. 3,2 Mrd. US-Dollar auf ihre ursprüngliche Investition von 375 Mio. US-Dollar. Der frühere demokratische Mehrheitsführer im US-Repräsentantenhaus Richard Gephardt war vom 15. November 2006 bis zum 1. Januar 2017 als Berater für Spirit tätig und saß im Vorstand des Unternehmens.

## Produkte

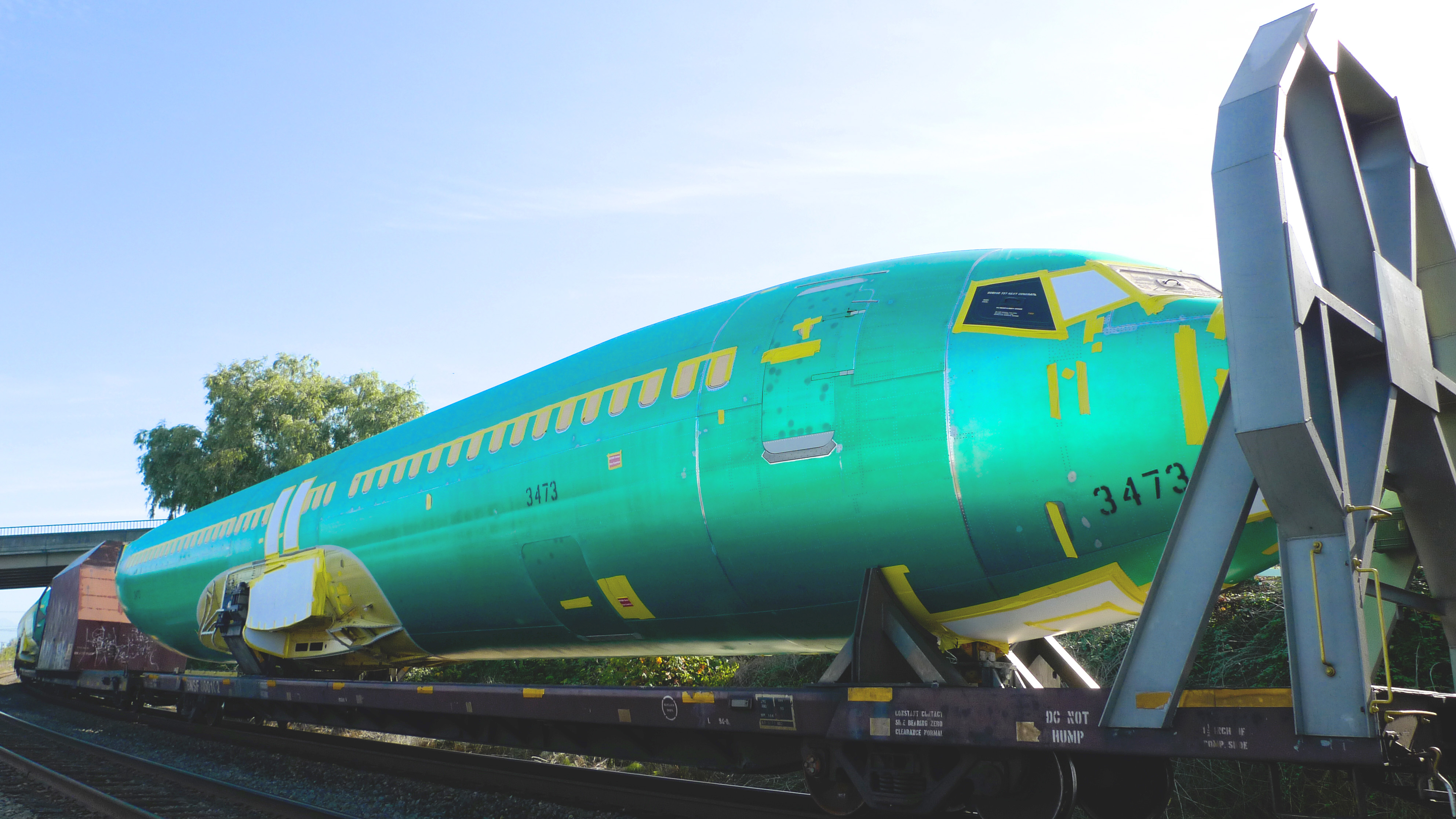
In Wichita gefertigter Rumpf der Boeing 737 beim Transport zur Endmontage nach Seattle

Spirit fertigt Flugzeugkomponenten aus Aluminium und Verbundwerkstoffen für kommerzielle Flugzeuge, Geschäftsreiseflugzeug und militärische Flugzeugtypen. Hauptkunden sind Airbus, Boeing, Bombardier, Lockheed Martin (Sikorsky Aircraft), Northrop Grumman und Rolls-Royce.
Spirit ist von Beginn an für die Herstellung des Boeing-737-Rumpfes und weiterer Komponenten zuständig. Für den Hauptkunden Boeing werden zudem die Cockpit-Sektion für die 787, 777 und 767 sowie Flügel- und Triebwerksteile für jeden kommerziellen Flugzeugtyp von Boeing gefertigt. Für die militärischen Flugzeugtypen Boeing P-8 und Boeing KC-46 werden ebenfalls Komponenten gefertigt.
Für den zweitgrößten Kunden Airbus werden Rumpfteile und Baugruppen für die Flügel von A220, A320, A330 und A350 XWB hergestellt. Daneben werden Bauteile für den Bombardier Challenger 300, den Bombardier Challenger 600, die Bombardier-Global-Familie, den Mitsubishi SpaceJet, den Sikorsky CH-53K, die Northrop Grumman B-21 sowie für das Triebwerk BR725 von Rolls-Royce gefertigt.

## Niederlassungen
Vereinigte Staaten

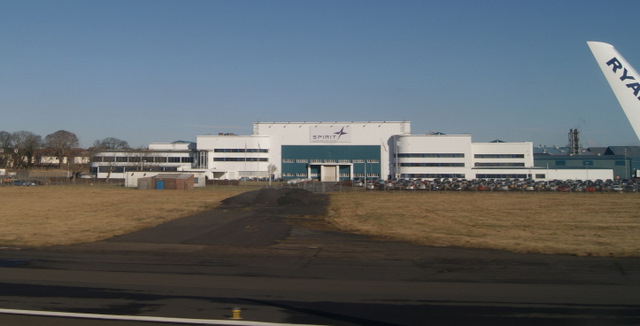
Werk Glasgow-Prestwick (2010)

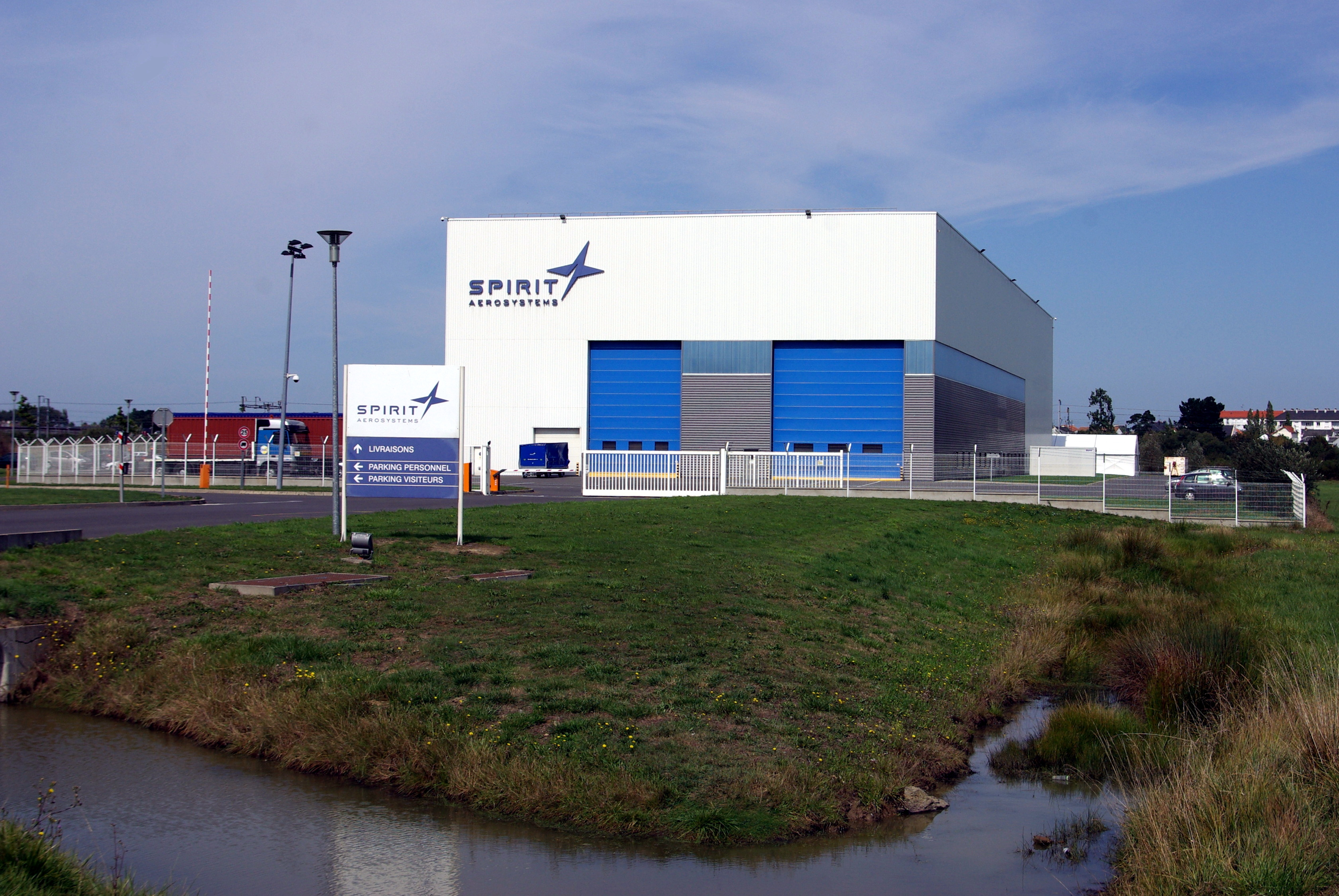
Produktionsstätte in Saint-Nazaire, Frankreich (2015)

- Wichita, (Kansas) (Hauptquartier & Produktionsstätte) (ehemalig Stearman/Boeing)
- Tulsa, (Oklahoma) (ehemalig North American/Rockwell/Boeing)
- Kinston, North Carolina (Produktionsstätte)

Vereinigtes Königreich
- Belfast, Nordirland (ehemalig Short Brothers, Bombardier)
- Samlesbury, England
- Prestwick, Scotland, United Kingdom (ex-Scottish Aviation/BAe/BAE)

Frankreich
- Saint-Nazaire, Produktionsstätte

Malaysia
- Subang, Produktionsstätte

Marokko
- Casablanca, Produktionsstätte

Russland
- Moskau, Joint Venture